# Кашина Сотомонтебело (Новара)
Кашина Сотомонтебело је насеље у Италији у округу Новара, региону Пијемонт.
Према процени из 2011. у насељу је живело 40 становника. Насеље се налази на надморској висини од 310 м.